# Ippei Watanabe
Ippei Watanabe (japanska: 渡辺 一平?, Ippei Watanabe), född 18 mars 1997 i Tsukumi, är en japansk simmare. 
Watanabe slog världsrekordet på 200 meter bröstsim med tiden 2.06,67 den 29 januari 2017 i Tokyo, Japan.